# Anna Sedokova
 (août 2020).
Anna Sedokova, en ukrainien : Анна Володимирівна Сєдокова, née le 16 décembre 1982, est une chanteuse et actrice russe et ukrainienne d'origine ukrainienne.
Elle faisait partie du groupe Nu Virgos. Elle a été remplacée par Svetlana Loboda. À partir de 2006, Sedokova a relancé sa carrière sous le pseudonyme Annabell et vit à Los Angeles avec sa fille et son fils. Elle a trois enfants un des enfants vit avec son papa,.

## Biographie

### Enfance
À dix-sept ans, elle entre à l'Université nationale ukrainienne de la culture et de l'art (en). À dix-huit ans, elle avait déjà travaillé pour trois émissions télévisées et pour la radio Super-Nova.

### Carrière
Anna Sedokova passa deux ans, de 2002 à 2004, dans le girl group VIA Gra avant de le quitter pour sa nouvelle vie de famille avec son premier mari Valentin Belkevich et sa fille Alina Valentinovna.
C'est en 2006 qu'Anna Sedokova commence réellement sa carrière solo, avec le succès de Моё сердце. Ses talents sont remarqués, encore plus que lorsqu'elle était membre de Nu Virgos. Elle sort deux autres hits en 2007 et 2008 : Звоночек et Привыкаю. Elle continua parallèlement son travail à la télévision en tant qu'animatrice. En 2009 elle fut nommée Meilleure Animatrice TV du pays par le magazine ELLE.
En 2011, elle se marie avec son deuxième époux, Maxim Chernyavskiy. Ensemble, le couple a une fille. Enceinte, elle joue dans le film Enceinte. Elle écrit son premier livre : L'Art de la séduction qui est un best-seller en Russie. Elle a reçu le Sexiest Female Award et le Most Beloved Star Award.

## Discographie
- 2006 : Моё сердце
- 2007 : Звоночек
- 2008 : Привыкаю
- 2010 : Привыкаю (совместно с группой Караты)
- 2010 : Холодное сердце (совместно с Джиганом)
- 2010 : Драма
- 2010 : Ревность
- 2011 : Космос
- 2012 : Что я наделала
- 2012 : Небезопасно (feat. Миша Крупин)
- 2013 : Удали Владимир Шкляревский

## Filmographie
- 2002 : Золушка
- 2003 : Новогоднее
- 2006 : Родственники
- 2008 : Сила притяжения
- 2011 : Тунгусский метеорит
- 2011 : Беременный